# Lygus robustus
Lygus robustus är en insektsart som först beskrevs av Philip Reese Uhler 1895.  Lygus robustus ingår i släktet Lygus och familjen ängsskinnbaggar. Inga underarter finns listade i Catalogue of Life.